# Acer confertifolium
Acer confertifolium är en kinesträdsväxtart som beskrevs av Merrill & Metcalf. Acer confertifolium ingår i släktet lönnar, och familjen kinesträdsväxter. Inga underarter finns listade i Catalogue of Life.